# Ammoniumtetrafluoroborat
Ammoniumtetrafluoroborat ist eine anorganische chemische Verbindung aus der Gruppe der Ammoniumsalze und Tetrafluoroborate. Als natürliche Mineralbildung ist Ammoniumtetrafluoroborat unter dem Namen Barberiit bekannt.

## Gewinnung und Darstellung
Ammoniumtetrafluoroborat kann durch Reaktion von Borsäure mit Ammoniumfluorid in Schwefelsäure gewonnen werden.
Ebenfalls möglich ist die Darstellung durch Reaktion von Ammoniak mit Fluorborsäure oder Ammoniumbifluorid und Borsäure.
{\displaystyle \mathrm {NH_{3}+HBF_{4}\longrightarrow NH_{4}[BF_{4}]} }

## Eigenschaften
Ammoniumtetrafluoroborat ist ein kristalliner weißer geruchloser Feststoff, der leicht löslich in Wasser ist. Er zersetzt sich langsam in Wasser und seine wässrige Lösung reagiert sauer.

## Verwendung
Ammoniumtetrafluoroborat wird als analytisches Reagenz verwendet. Es wird auch beim Textil-Druck, Farbenindustrie und als Katalysator eingesetzt. Es dient auch als Hochtemperatur-Flussmittel in der Metallindustrie, als Flammschutzmittel und wirkt als ein festes Schmiermittel in Schneid-Öl-Emulsionen beim Aluminiumwalzen und Umformen. In der Synthese von ionischen Flüssigkeiten dient es als Anionenquelle für das Tetrafluoroborat-Anion.